# Vladimir Alikin
Vladimir Aleksandrovitj Alikin (ryska: Владимир Александрович Аликин), född 10 maj 1957 är en före detta sovjetrysk skidskytt.

## Meriter
Olympiska vinterspel
- 1980: 
  - Stafett – guld
  - Sprint – silver [1]

 Världsmästerskap
- 1982: 
  - Sprint – brons
  - Stafett – brons